# Demografía de Eslovenia
Este artículo describe las principales características de la demografía de Eslovenia

## Población
Según el censo de 2002, Eslovenia contaba con 1 964 036 habitantes. Ya para el 2020 se estima un total de 2 100 126 habitantes. Con 95 hab./km², Eslovenia está en los últimos puestos entre los países europeos en densidad de población (comparar con los 320/km² para los Países Bajos o los 195/km² para Italia). Aproximadamente el 50 % de la población total vive en áreas urbanas, mientras que el resto lo hace en áreas rurales.
| Fecha del censo | Habitantes | Densidad de población / (habitantes por km²) |
| --------------- | ---------- | -------------------------------------------- |
| 1948            | 1 391 873  | 20 271                                       |
| 1953            | 1 466 425  | 20 271                                       |
| 1961            | 1 591 523  | 20,271                                       |
| 1971            | 1 679 051  | 20 271                                       |
| 1981            | 1 838 381  | 20 271                                       |
| 1991            | 1 913 355  | 20 271                                       |
| 2002            | 1 964 036  | 20 271                                       |
| 2011            | 2 050 189  | 20 271                                       |

## Etnias
Los principales grupos étnicos del país son: eslovenos (89 %); croatas, serbios, bosnios y otras nacionalidades de la ex Yugoslavia (5,9 %); y las minorías húngara e italiana (0,5 %). La esperanza de vida en 2000 era de 71,8 años para los hombres y 79,5 años para las mujeres, sin embargo, en 2004 aumentó a 72,1 años para los hombres y 79,8 para las mujeres.
A partir de 2004, hay estimaciones de un número de personas borradas administrativamente que rondaría entre el 1 % y el 10 % (La Corte Suprema ordenó la reinstauración de los derechos de personas borradas en 2004)

## Idioma
El idioma oficial es el esloveno, el cual es miembro del grupo de idiomas eslavos del sur. El húngaro y el italiano disfrutan de estatus de lengua oficial en las regiones étnicamente mezcladas a lo largo de las fronteras italiana y húngara.

## Religión
Según el censo del 2002, la religión de la población eslovena se clasifica como: católica: 57.8 %, atea: 10.1 %, musulmana: 2.4 %, cristiana ortodoxa: 2.3 %, protestante: 0.9 %, con un total de 26.5 % restante sin religión conocida.
Según una encuesta realizada el 2019, la población se identificó como católica: 72.1 %, Ninguna 18 %, Ortodoxos 3.7 %, Protestantes 0.9 % Otros cristianos 1 % Musulmanes 3 %, otras religiones 3 % y no declarado 2 %.

## Estadísticas vitales
|                   | Average population | Live births | Deaths    | Natural change | Crude birth rate (per 1000) | Crude death rate (per 1000) | Natural change (per 1000) | Total fertility rate | Female fertile population (15–49 years) |
| ----------------- | ------------------ | ----------- | --------- | -------------- | --------------------------- | --------------------------- | ------------------------- | -------------------- | --------------------------------------- |
| 1950              | 1,466,881          | 35,156      | 17,335    | 17,821         | 24.0                        | 11.8                        | 12.1                      | 3.01                 | 408,581                                 |
| 1951              | 1,480,245          | 34,020      | 18,497    | 15,523         | 23.0                        | 12.5                        | 10.5                      | 2.90                 | 404,031                                 |
| 1952              | 1,493,550          | 33,444      | 15,617    | 17,827         | 22.4                        | 10.5                        | 11.9                      | 2.86                 | 399,484                                 |
| 1953              | 1,508,428          | 33,754      | 14,948    | 18,806         | 22.4                        | 9.9                         | 12.5                      | 2.86                 | 394,935                                 |
| 1954              | 1,521,485          | 31,828      | 14,897    | 16,931         | 20.9                        | 9.8                         | 11.1                      | 2.64                 | 399,380                                 |
| 1955              | 1,533,998          | 32,096      | 15,109    | 16,987         | 20.9                        | 9.8                         | 11.1                      | 2.61                 | 403,825                                 |
| 1956              | 1,545,591          | 31,466      | 16,351    | 15,115         | 20.4                        | 10.6                        | 9.8                       | 2.52                 | 408,271                                 |
| 1957              | 1,556,521          | 30,086      | 14,545    | 15,541         | 19.3                        | 9.3                         | 10.0                      | 2.41                 | 405,284                                 |
| 1958              | 1,566,979          | 28,283      | 14,082    | 14,201         | 18.0                        | 9.0                         | 9.1                       | 2.22                 | 409,354                                 |
| 1959              | 1,576,204          | 28,432      | 15,357    | 13,075         | 18.0                        | 9.7                         | 8.3                       | 2.23                 | 409,202                                 |
| 1960              | 1,580,145          | 27,825      | 15,145    | 12,680         | 17.6                        | 9.6                         | 8.0                       | 2.20                 | 405,210                                 |
| 1961              | 1,595,450          | 28,955      | 14,013    | 14,942         | 18.1                        | 8.8                         | 9.4                       | 2.33                 | 401,219                                 |
| 1962              | 1,604,980          | 29,035      | 15,866    | 13,169         | 18.1                        | 9.9                         | 8.2                       | 2.28                 | 410,687                                 |
| 1963              | 1,614,414          | 29,174      | 15,102    | 14,072         | 18.1                        | 9.4                         | 8.7                       | 2.27                 | 410,442                                 |
| 1964              | 1,630,553          | 29,184      | 16,729    | 12,455         | 17.9                        | 10.3                        | 7.6                       | 2.30                 | 404,812                                 |
| 1965              | 1,650,413          | 30,587      | 15,987    | 14,600         | 18.5                        | 9.7                         | 8.8                       | 2.43                 | 413,598                                 |
| 1966              | 1,669,606          | 30,941      | 15,248    | 15,693         | 18.5                        | 9.1                         | 9.4                       | 2.47                 | 421,820                                 |
| 1967              | 1,690,939          | 29,824      | 16,353    | 13,471         | 17.6                        | 9.7                         | 8.0                       | 2.37                 | 431,579                                 |
| 1968              | 1,703,708          | 28,580      | 17,446    | 11,134         | 16.8                        | 10.2                        | 6.5                       | 2.25                 | 444,518                                 |
| 1969              | 1,714,022          | 27,883      | 18,564    | 9,319          | 16.3                        | 10.8                        | 5.4                       | 2.18                 | 447,334                                 |
| 1970              | 1,726,513          | 27,432      | 17,354    | 10,078         | 15.9                        | 10.1                        | 5.8                       | 2.11                 | 448,739                                 |
| 1971              | 1,738,101          | 28,278      | 17,425    | 10,853         | 16.3                        | 10.0                        | 6.2                       | 2.17                 | 451,193                                 |
| 1972              | 1,751,506          | 28,713      | 18,153    | 10,560         | 16.4                        | 10.4                        | 6.0                       | 2.16                 | 447,843                                 |
| 1973              | 1,766,125          | 29,548      | 17,614    | 11,934         | 16.7                        | 10.0                        | 6.8                       | 2.21                 | 453,882                                 |
| 1974              | 1,782,470          | 28,625      | 17,206    | 11,419         | 16.1                        | 9.7                         | 6.4                       | 2.12                 | 454,814                                 |
| 1975              | 1,800,022          | 29,786      | 18,180    | 11,606         | 16.5                        | 10.1                        | 6.4                       | 2.18                 | 460,560                                 |
| 1976              | 1,819,276          | 30,339      | 18,157    | 12,182         | 16.7                        | 10.0                        | 6.7                       | 2.19                 | 458,903                                 |
| 1977              | 1,839,358          | 29,904      | 17,633    | 12,271         | 16.3                        | 9.6                         | 6.7                       | 2.16                 | 457,783                                 |
| 1978              | 1,862,620          | 30,354      | 18,357    | 11,997         | 16.3                        | 9.9                         | 6.4                       | 2.20                 | 452,406                                 |
| 1979              | 1,882,304          | 30,604      | 18,148    | 12,456         | 16.3                        | 9.6                         | 6.6                       | 2.19                 | 459,736                                 |
| 1980              | 1,901,208          | 29,902      | 18,820    | 11,082         | 15.7                        | 9.9                         | 5.8                       | 2.11                 | 467,064                                 |
| 1981              | 1,917,469          | 29,220      | 18,733    | 10,487         | 15.2                        | 9.8                         | 5.5                       | 1.97                 | 476,888                                 |
| 1982              | 1,924,877          | 28,894      | 19,647    | 9,247          | 15.0                        | 10.2                        | 4.8                       | 1.93                 | 481,591                                 |
| 1983              | 1,933,104          | 27,200      | 20,703    | 6,497          | 14.1                        | 10.7                        | 3.4                       | 1.81                 | 483,848                                 |
| 1984              | 1,942,802          | 26,274      | 20,214    | 6,060          | 13.5                        | 10.4                        | 3.1                       | 1.75                 | 485,852                                 |
| 1985              | 1,973,151          | 25,933      | 19,854    | 6,079          | 13.1                        | 10.1                        | 3.1                       | 1.72                 | 488,181                                 |
| 1986              | 1,980,718          | 25,570      | 19,499    | 6,071          | 12.9                        | 9.8                         | 3.1                       | 1.67                 | 496,670                                 |
| 1987              | 1,989,462          | 25,592      | 19,837    | 5,755          | 12.9                        | 10.0                        | 2.9                       | 1.65                 | 505,330                                 |
| 1988              | 1,999,988          | 25,209      | 19,126    | 6,083          | 12.6                        | 9.6                         | 3.0                       | 1.63                 | 507,570                                 |
| 1989              | 1,999,404          | 23,447      | 18,669    | 4,778          | 11.7                        | 9.3                         | 2.4                       | 1.53                 | 508,739                                 |
| 1990              | 1,998,090          | 22,368      | 18,555    | 3,813          | 11.2                        | 9.3                         | 1.9                       | 1.46                 | 510,180                                 |
| 1991              | 2,001,768          | 21,583      | 19,324    | 2,259          | 10.8                        | 9.7                         | 1.1                       | 1.42                 | 511,850                                 |
| 1992              | 1,995,832          | 19,982      | 19,333    | 649            | 10.0                        | 9.7                         | 0.3                       | 1.33                 | 512,188                                 |
| 1993              | 1,990,623          | 19,793      | 20,012    | -219           | 9.9                         | 10.1                        | -0.1                      | 1.33                 | 511,701                                 |
| 1994              | 1,988,850          | 19,463      | 19,359    | 104            | 9.8                         | 9.7                         | 0.1                       | 1.32                 | 512,918                                 |
| 1995              | 1,987,505          | 18,980      | 18,968    | 12             | 9.5                         | 9.5                         | 0.0                       | 1.29                 | 515,495                                 |
| 1996              | 1,991,169          | 18,788      | 18,620    | 168            | 9.4                         | 9.4                         | 0.1                       | 1.28                 | 516,639                                 |
| 1997              | 1,986,848          | 18,165      | 18,928    | -763           | 9.1                         | 9.5                         | -0.4                      | 1.25                 | 516,407                                 |
| 1998              | 1,982,603          | 17,856      | 19,039    | -1,183         | 9.0                         | 9.6                         | -0.6                      | 1.23                 | 516,296                                 |
| 1999              | 1,985,557          | 17,533      | 18,885    | -1,352         | 8.8                         | 9.5                         | -0.7                      | 1.21                 | 516,261                                 |
| 2000              | 1,990,272          | 18,180      | 18,588    | -408           | 9.1                         | 9.3                         | -0.2                      | 1.26                 | 515,258                                 |
| 2001              | 1,992,035          | 17,477      | 18,508    | -1,031         | 8.8                         | 9.3                         | -0.5                      | 1.21                 | 512,358                                 |
| 2002              | 1,995,718          | 17,501      | 18,701    | -1,200         | 8.8                         | 9.4                         | -0.6                      | 1.21                 | 510,692                                 |
| 2003              | 1,996,773          | 17,321      | 19,451    | -2,130         | 8.7                         | 9.7                         | -1.1                      | 1.21                 | 507,713                                 |
| 2004              | 1,997,004          | 17,961      | 18,523    | -562           | 9.0                         | 9.3                         | -0.3                      | 1.25                 | 504,530                                 |
| 2005              | 2,001,114          | 18,157      | 18,825    | -668           | 9.1                         | 9.4                         | -0.3                      | 1.26                 | 500,449                                 |
| 2006              | 2,008,516          | 18,932      | 18,180    | 752            | 9.4                         | 9.1                         | 0.4                       | 1.32                 | 496,853                                 |
| 2007              | 2,019,406          | 19,823      | 18,584    | 1,239          | 9.8                         | 9.2                         | 0.6                       | 1.39                 | 491,536                                 |
| 2008              | 2,022,629          | 21,817      | 18,308    | 3,509          | 10.8                        | 9.1                         | 1.7                       | 1.54                 | 486,506                                 |
| 2009              | 2,042,335          | 21,856      | 18,750    | 3,106          | 10.7                        | 9.2                         | 1.5                       | 1.54                 | 483,680                                 |
| 2010              | 2,049,261          | 22,343      | 18,609    | 3,734          | 10.9                        | 9.1                         | 1.8                       | 1.58                 | 479,815                                 |
| 2011              | 2,052,496          | 21,947      | 18,699    | 3,248          | 10.7                        | 9.1                         | 1.6                       | 1.57                 | 474,646                                 |
| 2012              | 2,056,262          | 21,938      | 19,257    | 2,681          | 10.7                        | 9.4                         | 1.3                       | 1.59                 | 469,442                                 |
| 2013              | 2,059,114          | 21,111      | 19,334    | 1,777          | 10.3                        | 9.4                         | 0.9                       | 1.55                 | 463,138                                 |
| 2014              | 2,061,623          | 21,165      | 18,886    | 2,279          | 10.3                        | 9.2                         | 1.1                       | 1.58                 | 456,811                                 |
| 2015              | 2,063,077          | 20,641      | 19,834    | 807            | 10.0                        | 9.6                         | 0.4                       | 1.58                 | 450,224                                 |
| 2016              | 2,064,241          | 20,345      | 19,689    | 656            | 9.9                         | 9.5                         | 0.3                       | 1.59                 | 443,390                                 |
| 2017              | 2,066,161          | 20,241      | 20,509    | -268           | 9.8                         | 9.9                         | -0.1                      | 1.62                 | 436,478                                 |
| 2018              | 2,070,050          | 19,585      | 20,485    | -900           | 9.5                         | 9.9                         | -0.4                      | 1.61                 | 430,225                                 |
| 2019              | 2,089,310          | 19,328      | 20,588    | -1,260         | 9.3                         | 9.9                         | -0.6                      | 1.61                 | 428,255                                 |
| 2020p             | 2,100,126          | 18,363      | 23,891    | -5,528         | 8.7                         | 11.4                        | -2.6                      |                      | 426,155                                 |
|                   | Average population | Live births | Deaths    | Natural change | Crude birth rate (per 1000) | Crude death rate (per 1000) | Natural change (per 1000) | Total fertility rate | Female fertile population (15–49 years) |
| Total 1950-2019   |                    | 1,763,557   | 1,263,851 | 499,706        | 950.8                       | 681.4                       | 269.4                     |                      |                                         |
| Average 1950-2019 | 1,854,869          | 25,194      | 18,055    | 7,139          | 13.6                        | 9.7                         | 3.8                       | 1.86                 | 462,330                                 |

### Current vital statistics
| Period               | Live births  | Deaths        | Natural increase |
| -------------------- | ------------ | ------------- | ---------------- |
| January - April 2020 | 5,805        | 7,461         | -1,656           |
| January - April 2021 | 5,788        | 8,176         | -2,388           |
| Difference           | -17 (-0.29%) | +715 (+9.58%) | -732             |

### Expectativas de Vida
| Period    | Life expectancy in Years |
| --------- | ------------------------ |
| 1950–1955 | 65.60                    |
| 1955–1960 | 67.88                    |
| 1960–1965 | 69.15                    |
| 1965–1970 | 69.17                    |
| 1970–1975 | 69.81                    |
| 1975–1980 | 70.97                    |
| 1980–1985 | 71.21                    |
| 1985–1990 | 72.69                    |
| 1990–1995 | 73.74                    |
| 1995–2000 | 75.26                    |
| 2000–2005 | 76.66                    |
| 2005–2010 | 78.55                    |
| 2010–2015 | 80.31                    |

## Inmigración
La inmigración es de origen principalmente balcánico, siendo los bosnios el principal grupo actual.
| Rank | Nationality          | Population (2020) |
| ---- | -------------------- | ----------------- |
| 1    | Bosnia y Herzegovina | 73,179            |
| 2    | Kosovo               | 19,577            |
| 3    | Serbia               | 16,243            |
| 4    | Macedonia del norte  | 13,324            |
| 5    | Croacia              | 10,111            |
| 6    | Bulgaria             | 3,597             |
| 7    | Rusia                | 3,261             |
| 8    | Italia               | 2,509             |
| 9    | Ucrania              | 2,284             |
| 10   | China                | 1,322             |
| 11   | Alemania             | 923               |
| 12   | Montenegro           | 861               |
| 13   | Hungría              | 688               |
| 14   | Reino Unido          | 546               |
| 15   | Eslovaquia           | 469               |
| 16   | Estados Unidos       | 454               |
| 17   | Austria              | 442               |
| 18   | Rumania              | 441               |
| 19   | Tailandia            | 311               |
| 20   | Francia              | 302               |

## Ciudades
Las mayores ciudades de Eslovenia, en función de su número de habitantes son:
| Nombre               | Región                | Habitantes (a 1 de enero de 2013) |  |
| 1. Liubliana         | Eslovenia Central     | 274.826                           |  |
| 2. Máribor           | Drava                 | 94.809                            |  |
| 3. Celje             | Savinia               | 50.039                            |  |
| 4. Kranj             | Alta Carniola         | 37.129                            |  |
| 5. Velenje           | Savinia               | 25.456                            |  |
| 6. Koper/Capodistria | Litoral-Karst         | 24.996                            |  |
| 7. Novo Mesto        | Eslovenia Sudoriental | 23.341                            |  |
| 8. Ptuj              | Drava                 | 18.164                            |  |
| 9. Trbovlje          | Zasavie               | 14.977                            |  |
| 10. Kamnik           | Eslovenia Central     | 13.608                            |  |